# Santa Helena (Santa Catarina)
Santa Helena é um município brasileiro do estado de Santa Catarina.  Localiza-se a uma latitude 26º56'15" sul e a uma longitude 53º37'09" oeste, 
estando a uma altitude de 530 metros. Sua população estimada segundo o censo 2022 era de 2.425 habitantes, desses, aproximadamente 70% residem na zona rural, e apenas 30% vivem na zona urbana, o que evidencia o caráter essencialmente agrícola da economia local. Possui uma área de 81,004km².

O município é constituído, além do Centro, por 10 comunidades do interior: Liberdade, Aparecida, Vinte Colônias, Bela Vista, Quadro Santo Antônio, Cantina Alta, Cantina, Imperial, Três Encruzilhadas e Santa Ana. A produção agrícola é conduzida, em grande parte, por pequenos agricultores familiares. A pecuária é diversificada, com destaque para a bovinocultura de leite e de corte, suinocultura e avicultura. Entre as culturas temporárias, cultivam-se feijão, fumo, milho, soja, laranja, arroz, mandioca, cana-de-açúcar, batata e alho.

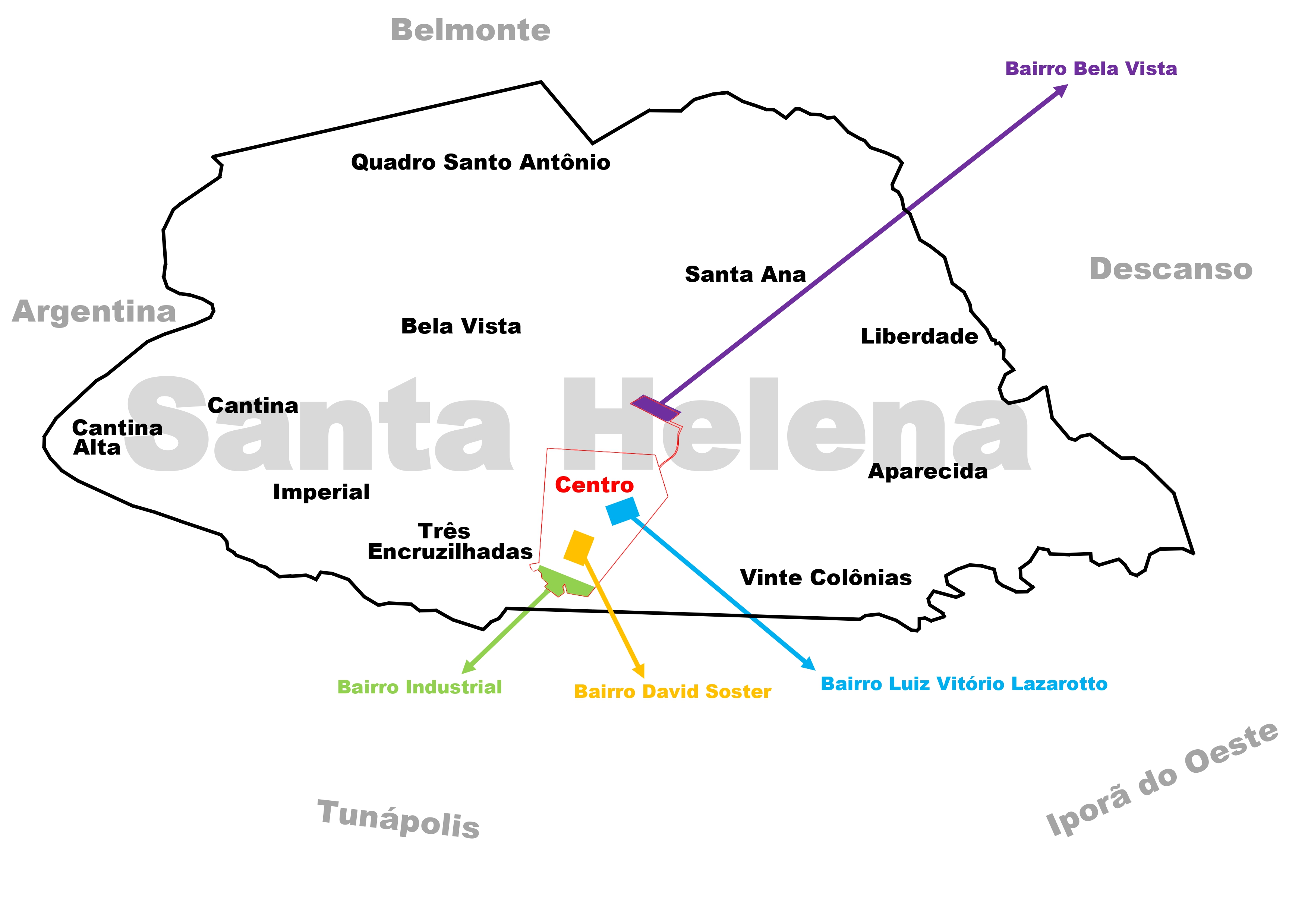
Mapa e principais localidades de Santa Helena

O relevo predominante de planaltos confere à região paisagens naturais com vales e cachoeiras. O município é acessado principalmente pela rodovia SC-496. Entre os eventos culturais e turísticos destacam-se a Extenoleite, o Baile do Chopp, o Encontro de Clubes de Mães e o Natal das Crianças.

## História
A colonização do atual território de Santa Helena teve início por volta de 1949, com a chegada de imigrantes de origem germânica e italiana, oriundos principalmente do Rio Grande do Sul. Esses colonos formaram as primeiras comunidades rurais e impulsionaram o desenvolvimento agrícola da região.
A emancipação político-administrativa do município foi resultado de um movimento local ocorrido no início da década de 1990. Em 9 de janeiro de 1992, Santa Helena foi oficialmente desmembrada do município de Descanso por meio de lei estadual, tornando-se município autônomo. A instalação oficial ocorreu em 1º de janeiro de 1993.

## Aspectos urbanos e infraestrutura

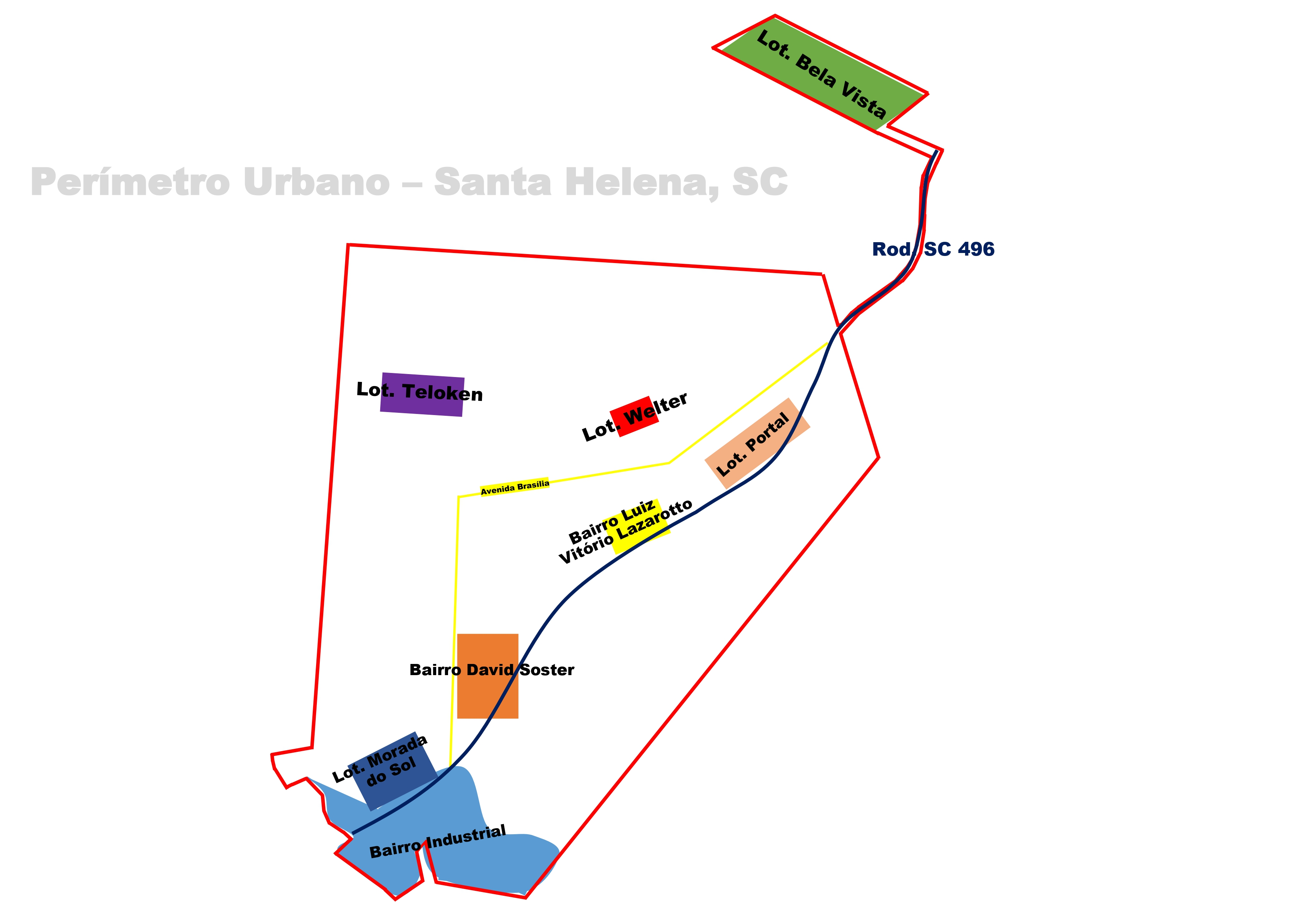
Perímetro urbano de Santa Helena

A área urbana de Santa Helena, além do denominado "Centro", possui dois conjuntos habitacionais principais: o Bairro David Soster e o Bairro Luiz Vitório Lazarotto. Além desses, o município possui diversos loteamentos residenciais, como o Morada do Sol, Bela Vista, Portal, Teloken e Welter, que contribuem para a expansão urbana planejada e a ocupação do território municipal.
A principal via urbana é a Avenida Brasília, onde se concentra grande parte do comércio varejista e de serviços do município. Outra via importante é a Rua Dom Feliciano, que abriga diversas residências e repartições públicas, como a Prefeitura Municipal, a Secretaria Municipal de Agricultura e Meio Ambiente, o Posto de Saúde e Secretaria Municipal de Saúde.
Na Rua Pedro Ivo Hickmann estão localizadas as principais instituições de ensino da sede municipal: a Escola Municipal de Educação Básica Cinderela (EMEB Cinderela), a Escola de Educação Básica Santa Helena (EEB Santa Helena) e a Creche Municipal Professora Ivanilde Palú, que atendem crianças e adolescentes da educação infantil ao ensino médio.
O município também conta com uma área industrial em expansão, com expressivo potencial econômico. O setor industrial emprega um número significativo de trabalhadores locais e também atrai mão de obra de municípios vizinhos, contribuindo para o fortalecimento da economia regional.